# Swainsona oliveri
Swainsona oliveri är en ärtväxtart som beskrevs av Ferdinand von Mueller. Swainsona oliveri ingår i släktet Swainsona och familjen ärtväxter. Inga underarter finns listade i Catalogue of Life.